# Блок, Натан
Натан Блок (фр. Nathan Bloc; 1794, Каруж — 1857, Шарантон-ле-Пон) — швейцарский дирижёр и музыкальный педагог.
Получив музыкальное образование в родном городе, дебютировал в Женеве как скрипач. В 1819 году поступил в Парижскую консерваторию для продолжения образования, после чего некоторое время работал в парижском театре «Одеон» как концертмейстер и второй дирижёр. В этот период был близок с Гектором Берлиозом и 26 мая 1828 года дирижировал первым концертом, полностью составленным из произведений Берлиоза, в концертном зале консерватории, — с этого концерт начался профессиональный успех Берлиоза. В 1830 году начал репетировать премьеру Фантастической симфонии Берлиоза, однако задуманный концерт не состоялся — согласно воспоминаниям композитора, потому, что необходимые для исполнения музыканты физически не помещались на сцене театра; в результате премьеру симфонии исполнил спустя несколько месяцев Франсуа Антуан Абенек в зале Парижской консерватории.
Вернувшись в Женеву, возглавил городской оркестр. В 1835 году при создании Женевской консерватории занял пост её директора, вёл классы скрипки, сольфеджио и хорового пения, а с 1840 года ещё и аккомпанемента. В 1849 году сложил с себя обязанности директора, а в 1850 году окончательно вышел в отставку и уехал во Францию.
Из сочинений Блока известно единственное — Фантазия для скрипки с оркестром.